# Zhuhai Championships
Zhuhai Championships en ATP 250-serie tennisturnering for mænd. I 2024 blev den erstattet af Hangzhou Open. I 2025 kom turneringen tilbage som en ATP 250-serie. Den spilles på udendørs hårde baner på Hengqin International Tennis Center i Zhuhai, Guangdong-provinsen, Kina, som har 17 udendørsbaner og et stadion med 5.000 pladser.

## Tidligere finaler

### Singles
| År        | Vinder                                    | Finalist                                  | Score                                     |
| --------- | ----------------------------------------- | ----------------------------------------- | ----------------------------------------- |
| 2019      | Alex de Minaur                            | Adrian Mannarino                          | 7–6 (7–4), 6–4                            |
| 2020-2022 | Ikke afholdt på grund af COVID-19 pandemi | Ikke afholdt på grund af COVID-19 pandemi | Ikke afholdt på grund af COVID-19 pandemi |
| 2023      | Karen Khachanov                           | Yoshihito Nishioka                        | 7–6 (7–2), 6–1                            |
| 2024      | Ikke en del af ATP Tour 2024              | Ikke en del af ATP Tour 2024              | Ikke en del af ATP Tour 2024              |

### Doubles
| År        | Vinder                                    | Finalist                                  | Score                                     |
| --------- | ----------------------------------------- | ----------------------------------------- | ----------------------------------------- |
| 2019      | Sander Gillé Joran Vliegen                | Marcelo Demoliner Matwé Middelkoop        | 7-6 (7-2), 7-6 (7-4)                      |
| 2020-2022 | Ikke afholdt på grund af COVID-19 pandemi | Ikke afholdt på grund af COVID-19 pandemi | Ikke afholdt på grund af COVID-19 pandemi |
| 2023      | Jamie Murray Michael Venus                | Nathaniel Lammons Jackson Withrow         | 6–4, 6–4                                  |
| 2024      | Ikke en del af ATP Tour 2024              | Ikke en del af ATP Tour 2024              | Ikke en del af ATP Tour 2024              |